# Bite It Like a Bulldog
A Bite It Like A Bulldog, a finn Lordi együttes első kislemeze, a negyedik, Deadache című stúdióalbumáról. A kislemez szeptember 1-jén jelent meg, és csakhamar első lett a finn toplistán. A dal szövegét, és zenéjét Mr. Lordi énekes, és Ox basszusgitáros írták, és szerezték. A dalhoz készült egy speciális kiadás Espoo város fennállásának, 550. évfordulójára, mivel a zenekarból három tagnak Kitának, Awának, és Oxnak is van Espoo-i vonatkozása.

## Tartalma
1. Bite It Like A Bulldog (3. 26)

## Közreműködött
- Mr. Lordi: ének
- Amen: gitár
- Kita: dobok
- Awa: billentyűs
- Ox: basszusgitár

## Speciális Kiadás
A kislemezhez készült egy Speciális Kiadás, mivel 2008-ban ünnepli, Finnország egyik legnagyobb városa Espoo, fennállásának 550. évfordulóját. A zenekarnak három tagja (Ox, Awa, Kita) rendelkezik Espoo-i vonatkozással, így készítette el a zenekar a speciális kiadást. A speciális kiadás borítóján nem az a buldog látható, mint az eredeti kiadáson, hanem egy szörnyfej, amely hasonlít a basszusgitáros Ox maszkjára.